# Sarmiento (Córdoba)
Sarmiento es una localidad situada en el departamento Totoral, provincia de Córdoba, Argentina.
Se encuentra situada a 2 km de la Ruta Nacional 60 y sobre el Ramal CC del ferrocarril de cargas General Belgrano.
Dista de la Ciudad de Córdoba en 80 km aproximadamente.

## Historia

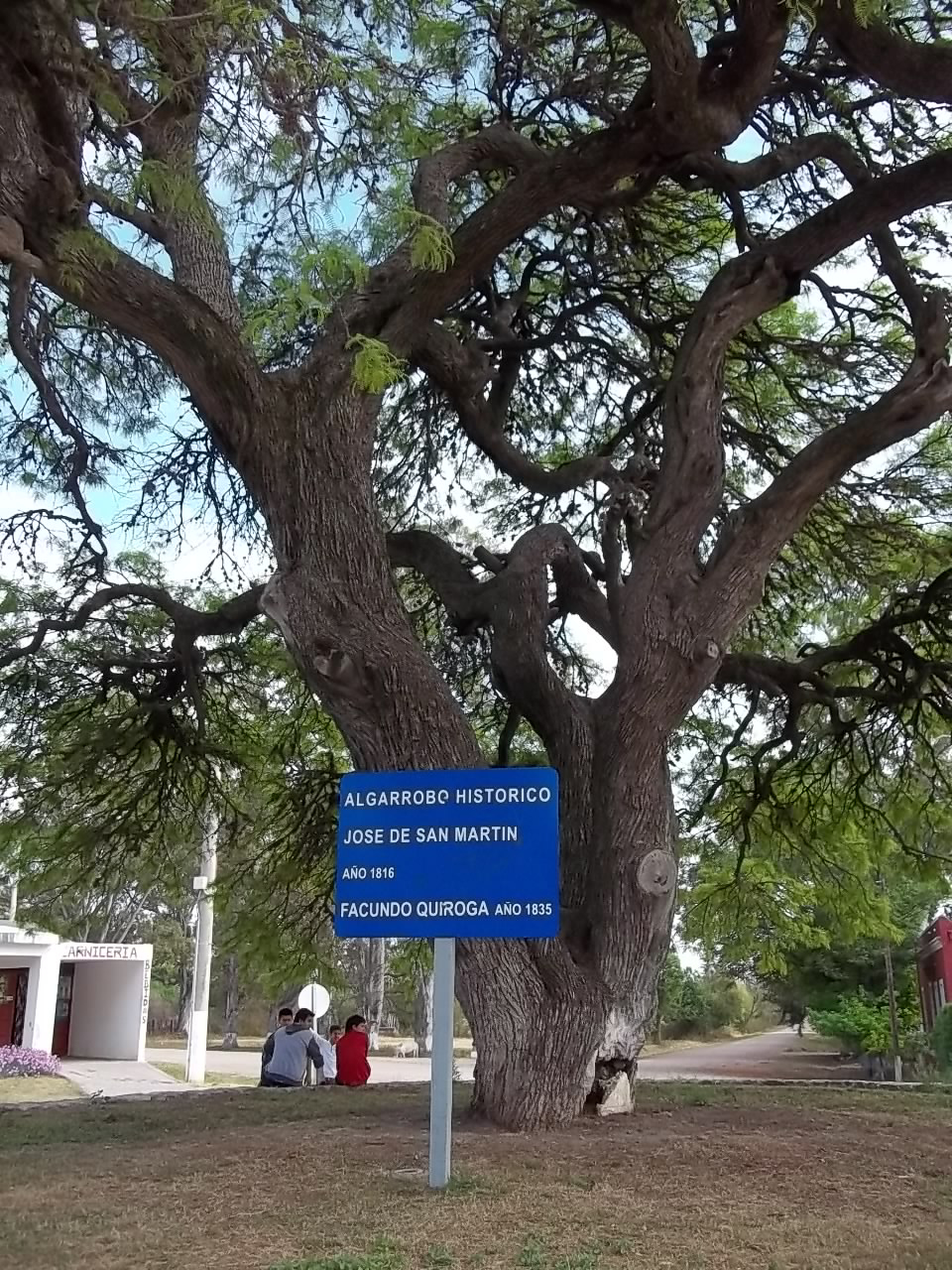
El histórico algarrobo de Sarmiento cobijó bajo su sombra al Gral. San Martín en 1816, y al Gral. Facundo Quiroga en 1835.

Las tierras del paraje Los Talas, pertenecieron en sus orígenes a la extensa estancia del Totoral, que formara Pedro Luis de Cabrera, hijo del fundador de Córdoba, Jerónimo Luis de Cabrera. Cuando falleció, sus tierras fueron divididas entre sus sucesores, en tres grandes estancias: la del Totoral Grande (actual Villa del Totoral), Totoral Chico, y La Curtiduría. De esta última heredad surgió la estancia de Los Talas, que primitivamente era solamente un puesto de esa estancia.
La Curtiduría fue heredada por Antonia de Cabrera, esposa de Cristóbal de Garay y Saavedra, que fue gobernador del Paraguay. Alrededor de 1770 eran dueños de Los Talas, Gregorio Salvador Moyano y Cabrera, y su esposa Juana Deza Moyano. De su numerosa prole, heredó esas tierras una de sus hijas, Norberta Moyano Deza, que desposó a Gorgonio Antonio González Espeche. Esa fue la época en que cobró brillo la estancia Los Talas, siendo los miembros de la familia González Moyano prestigiosos vecinos del lugar durante mucho tiempo.

### Posta Los Talas
No se sabe con precisión cuando comenzó a funcionar el establecimiento como posta, aunque ya existía en 1830. Luis González Warcalde, actual descendiente de los dueños de la Posta Los Talas, recuerda que según una tradición familiar, vieron pasar la galera que conducía al General Juan Facundo Quiroga a su trágico destino de ser asesinado en la cercana Barranca Yaco, a manos de la partida conducida por el capitán Santos Pérez, por orden de los hermanos Reinafé.
También, el general Manuel Oribe habría permanecido varios días en Los Talas, para reponer su caballada cuando a principios de 1841 iba en persecución de las fuerzas dispersas de la Coalición del Norte.
Un viajero alemán, von Tschudi, recuerda su paso por la Posta Los Talas, en 1858, aunque se limita a dejar constancia de que fue mal atendido, haciendo un positivo comentario sobre el paisaje circundante.
En 1871, cuando era propietario de la Posta Los Talas, Belisario González, se produce la llegada del trazado del Ferrocarril Central Norte. Como era un hombre progresista, González donó los terrenos para la estación del ferrocarril, proponiéndose fundar la Villa Alvear, que actualmente es el pueblo de Sarmiento.
Desde la llegada del ferrocarril, la posta perdió su función, quedando actualmente solo ruinas venerables de ese pasado.

## Economía
La principal fuente de ingresos es la agricultura seguida por la ganadería, ya que se encuentran numerosos establecimientos agrícolas en la zona, como plantas de silos, oficinas y algunas industrias relacionadas con el campo.
Entre los principales cultivos se encuentran la soja, el maíz, el trigo y la avena.

## Geografía

### Clima
El clima de la localidad es templado, con una estación seca, y registra un promedio de precipitaciones de 745 mm aproximadamente.

### Población
Cuenta con 1455 habitantes (Indec, 2010), lo que representa un incremento del 47% frente a los 872 habitantes (Indec, 2001) del censo anterior.
| Gráfica de evolución demográfica de Sarmiento entre 1991 y 2010 |
|                                                                 |
| Fuente: Censos nacionales del INDEC                             |

### Sismicidad
La sismicidad de la región de Córdoba es frecuente y de intensidad baja, y un silencio sísmico de terremotos medios a graves cada 30 años en áreas aleatorias. Sus últimas expresiones se produjeron:
- 22 de septiembre de 1908 (116 años), a las 17.00 UTC-3, con 6,5 Richter, escala de Mercalli VII; ubicación 30°30′0″S 64°30′0″O / -30.50000, -64.50000; profundidad: 100 km; produjo daños en Deán Funes, Cruz del Eje y Soto, provincia de Córdoba, y en el sur de las provincias de Santiago del Estero, La Rioja y Catamarca[2]

- 16 de enero de 1947 (78 años), a las 2.37 UTC-3, con una magnitud aproximadamente de 5,5 en la escala de Richter (terremoto de Córdoba de 1947)[1]

- 28 de marzo de 1955 (70 años), a las 6.20 UTC-3 con 6,9 Richter: además de la gravedad física del fenómeno se unió el desconocimiento absoluto de la población a estos eventos recurrentes (terremoto de Villa Giardino de 1955)

- 7 de septiembre de 2004 (20 años), a las 8.53 UTC-3 con 4,1 Richter

- 25 de diciembre de 2009 (15 años), a las 21.42 UTC-3 con 4,0 Richter